# Pilea lacorum
Pilea lacorum är en nässelväxtart som beskrevs av P. van Royen. Pilea lacorum ingår i släktet pileor, och familjen nässelväxter. Inga underarter finns listade i Catalogue of Life.